# Programación neurolingüística

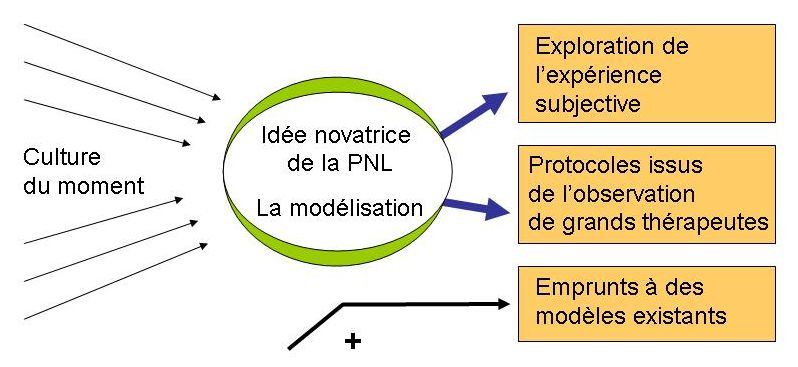
Esquema

La programación neurolingüística (PNL) es una aproximación pseudocientífica de comunicación, desarrollo personal y psicoterapia, creada por Richard Bandler y John Grinder en California, Estados Unidos, en la década de 1970. Sostiene que existe una conexión entre los procesos neurológicos («neuro»), el lenguaje («lingüística»), y los patrones de comportamiento aprendidos a través de la experiencia («programación»), afirmando que estos se pueden cambiar para lograr objetivos específicos en la vida. Bandler, Grinder  afirman que la metodología de la PNL puede «modelar» las habilidades de personas excepcionales y luego esas habilidades pueden ser adquiridas por cualquier persona. Según sus creadores puede tratar, a menudo en una única sesión, problemas como fobias, depresión, trastorno de movimientos estereotípicos, enfermedades psicosomáticas, miopía, alergia, resfriado común y trastornos del aprendizaje. La PNL ha sido adoptada por algunos hipnoterapeutas y en seminarios dirigidos a empresas y gobiernos. El análisis de la evidencia científica revela que la PNL es esencialmente una pseudociencia desacreditada. Revisiones científicas demuestran que contiene numerosos errores fácticos y no produce los resultados afirmados por sus defensores.

## Postulados básicos
De acuerdo con Jaruffe y Pomares (2011) la programación neurolingüística parte de los fundamentos del constructivismo, en los que se define la realidad como una invención y no como un descubrimiento. Es un constructo psíquico basado en el hecho de que el ser humano no opera directamente sobre el mundo en que vive, sino que lo hace a través de representaciones, modelos, mapas, entre otros, a partir de los cuales genera y guía su conducta. 
Estas representaciones, que también determinan cómo se percibirá el mundo y qué elecciones se percibirán como posibles en él, difieren necesariamente de la realidad a la cual representan; debido a que el ser humano al comunicar su representación del mundo tiene ciertas limitaciones, las cuales se derivan de diversas fuentes, tales como las condiciones neurológicas del individuo, la situación social en que vive y sus características personales (Jaruffe y Pomares, 2011). 
La PNL asegura ocuparse de la influencia que tiene el lenguaje sobre la denominada «programación mental» y demás funciones atribuidas a nuestro sistema nervioso, como también sobre los «patrones lingüísticos» que empleamos.
Los sentidos como olfato, tacto, gusto, vista y oído nos dan diversa información de otras personas; por lo tanto, una incorrecta utilización de dichos lenguajes hace que la imagen que nos formamos sea imprecisa. La utilización de estos sentidos es diversa en todas las personas. Habrá personas que perciban mejor a través de su sentido de la vista, por lo que buscan situaciones donde este sentido tenga mayor ventaja que los demás.
De acuerdo con esta variación, la PNL clasifica a las personas en visuales, auditivas y kinestésicas.
Las personas visuales perciben mejor su entorno mediante el sentido de la vista, se caracterizan por hablar más rápido de lo normal, su tono de voz es alto, postura rígida, respiración superficial y rápida. Gustan de actividades agradables a la vista: el cine, teatro, las artes, paisajes, etc.
Las personas auditivas perciben mejor su entorno mediante el sentido del oído, se caracterizan por una postura distendida, posición de escucha telefónica, respiración bastante amplia, voz bien timbrada, ritmo mediano, palabras referidas a la audición (oye, escucha). Gustan de actividades relacionadas con la escucha como: la música, contar historias, interactuar con otras personas, etc.
Finalmente están las personas consideradas kinestésicas ya que perciben el mundo a través de los sentidos del tacto, gusto y olfato. Se caracterizan por su postura muy distendida, movimientos que miman las palabras, respiración profunda y amplia, voz grave, ritmo lento con muchas pausas. Gustan de actividades físicas, así como del contacto con otras personas.

## Historia y concepción

### Desarrollo temprano
Según Bandler, Grinder, y Pucelik la PNL comprende una metodología denominada de «modelización» y un conjunto de técnicas que se derivan de las primeras aplicaciones hechas por Bandler, Grinder. Muchos de esos métodos que han llegado a ser considerados fundamentales fueron derivados de la «modelización» realizada por Bandler, Grinder  de la obra de Virginia Satir, Milton Erickson y Fritz Perls. Bandler, Grinder también se basaron en las teorías de Gregory Bateson, Alfred Korzybski y Noam Chomsky, en particular la gramática transformativa. Bandler, Grinder y Pucelik afirman que cierta «magia» terapéutica se realiza en la terapia de Perls, Satir y Erikson, y por artistas en cualquier actividad humana compleja, teniendo una estructura que podría ser codificada utilizando su metodología, y por lo tanto aprendida por otros. Su libro de 1975 La Estructura de la Magia I: Un libro sobre el lenguaje y terapia pretende ser una codificación de las técnicas terapéuticas de Perls y Satir.
Bandler, Grinder y Pucelik  afirman que adaptaron el modelo de Virginia Satir  y Fritz Perls para producir lo que ellos llamaron el «Meta-Modelo» (a través de su proceso de «modelización»), un modelo para la recopilación de información y para desafiar el lenguaje del cliente y el pensamiento subyacente. Al desafiar las distorsiones lingüísticas, especificando las generalizaciones, y recuperar la información eliminada en los estados de los clientes, los conceptos de gramática transformacional de «estructura superficial» se dicen para obtener una representación más completa de la «estructura profunda subyacente» y para tener beneficio terapéutico. También derivaron de Satir conceptos como «anclaje», «estimulación futura» y «sistemas de representación». En contraste, el «Modelo Milton» (un modelo de lenguaje supuestamente hipnótico de Milton Erickson) fue descrito por Bandler y Grinder como «ingeniosamente vago» y metafórico. El Modelo Milton se utiliza en combinación con el Meta-Modelo como un suavizante, para inducir «trance» y para proporcionar sugestión terapéutica indirecta. Sin embargo, el profesor adjunto de lingüística Stollznow, describe que la referencia hecha por Bander y Grinder a dichos expertos es una «mención interesada pero incorrecta» (namedropping). Aparte de Satir, las personas que citan como influencias no colaboraron con Bandler y Grinder. Chomsky no tiene ninguna asociación con la PNL en absoluto, su trabajo original fue concebido como teoría y no como terapia. Según Stollznow, «aparte de los préstamos de terminología, la PNL no tiene auténtica semejanza con ninguna de las teorías o filosofías lingüísticas, cognitivas o políticas de Chomsky».
Según Weitzenhoffer, «la mayor debilidad del análisis lingüístico de Bandler y Grinder es que gran parte de ella se construye sobre hipótesis no probadas y con soporte de datos totalmente inadecuados». Weitzenhoffer añade que Bandler y Grinder hacen uso indebido de la lógica formal y las matemáticas, redefinen o malinterpretan términos del léxico de la lingüística (substantivación por ejemplo), crean una fachada científica complicando innecesariamente los conceptos de Erickson con afirmaciones infundadas, cometen errores objetivos y desprecian o confunden los conceptos fundamentales del enfoque hecho por Erickson.

### Comercialización y evaluación
A fines de 1970, el Movimiento del potencial humano se había convertido en una industria y proporcionó un mercado para algunas ideas de PNL. El centro de este crecimiento fue el Instituto Esalen en Big Sur, California. Perls había dirigido numerosos seminarios de terapia gestáltica en Esalen. Satir era una lideresa precoz y Bateson era un profesor invitado. Pucelik, Bandler y Grinder afirmaban que además de ser un método terapéutico, la PNL también era un método de estudio de la comunicación y comenzaron a comercializarla como una herramienta de trabajo, afirmando que «si cualquier ser humano puede hacer cualquier cosa, tú también puedes». A partir de 1975 Frank Pucelik abandonó el trío por desavenencias personales con Richard Bandler. Bandler y Grinder continuaron el trabajo. Después de que 150 estudiantes pagaron US$ 1.000 para un taller de diez días en Santa Cruz, California, Bandler y Grinder abandonaron la escritura académica y produjeron libros de divulgación de las transcripciones del seminario, como Ranas en Príncipes, que vendió más de 270.000 copias. De acuerdo con documentos judiciales relacionados con una disputa de propiedad intelectual entre Bandler y Grinder, Bandler hizo más de US$ 800.000 en 1980 a partir de talleres y venta de libros.
Una comunidad de psicoterapeutas y estudiantes comenzó a formarse alrededor de las obras iniciales de Bandler y Grinder, lo que llevó al crecimiento y la propagación de la PNL como una teoría y práctica. Por ejemplo, Tony Robbins se formó con Grinder y utilizó algunas ideas de la PNL como parte de sus propios programas de charlas motivacionales y de autoayuda. Bandler hizo varios esfuerzos infructuosos para excluir a otras personas y grupos del uso de la PNL. Mientras tanto, el creciente número de practicantes y teóricos de la PNL la llevó a ser aún menos uniforme de lo que era en su fundación. Antes de la declinación de la PNL, los investigadores científicos comenzaron a probar empíricamente sus fundamentos teóricos. Esta investigación determinó una falta de apoyo empírico para las teorías fundamentales de la PNL. La década de 1990 se caracterizó por un menor número de estudios científicos evaluando los métodos de la PNL que la década anterior. Witkowski lo atribuye a una disminución del interés en el debate como consecuencia de la falta de apoyo empírico a la PNL de sus proponentes.

## Aplicaciones

### Psicoterapéutica
Los primeros libros sobre PNL tenían un enfoque psicoterapéutico dado que los primeros modelos eran psicoterapéuticos. Como un acercamiento a la psicoterapia, PNL comparte supuestos básicos similares y fundamentos en común con algunas prácticas breves y sistemáticas contemporáneas, como terapia breve centrada en soluciones. La PNL también ha sido reconocida por haber influenciado estas prácticas con sus «técnicas de replanteo» con las que trata de lograr el cambio de comportamiento a través del cambio de «contexto» o «significado» del mismo comportamiento, por ejemplo, mediante la búsqueda de la connotación positiva de un pensamiento o comportamiento.
Los dos principales usos terapéuticos de la PNL son: (1) como un complemento por terapeutas que ejercen en otras disciplinas terapéuticas, (2) como una terapia específica llamada Psicoterapia Neurolingüística, que es reconocida por el Consejo Británico de Psicoterapia con acreditación regulada en un principio por la Asociación para la Programación Neurolingüística y más recientemente por su organización sucesora, la Asociación de Psicoterapia Neurolingüística y Asesoramiento. Ninguna de las dos organizaciones está aprobada por el National Institute for Health and Care Excellence.
Según Stollznow (2010), «El tristemente célebre libro de Bandler y Grinder Ranas en príncipes y otros libros se jactan de que la PNL es una panacea que trata una amplia gama de condiciones físicas y mentales y dificultades de aprendizaje, como la epilepsia, la miopía y la dislexia. Con sus promesas de curar la esquizofrenia, la depresión y el trastorno de estrés post traumático, comparte similitudes con la Cienciología y la Comisión Ciudadana por los Derechos Humanos». Una revisión sistemática de los estudios experimentales por Sturt et al (2012) concluyeron que hay poca evidencia de que las intervenciones de PNL mejoren los resultados relacionados con la salud. En su revisión de la PNL, Stephen Briers escribe, «la PNL no es realmente un tratamiento coherente sino una mezcolanza de diferentes técnicas sin una base teórica muy clara ... [y su] base de pruebas es prácticamente inexistente». Eisner escribe: «La PNL parece ser un enfoque superficial y artificioso para hacer frente a problemas de salud mental. Desafortunadamente, la PNL parece ser el primero de una larga serie de seminarios de marketing de masas que pretenden curar prácticamente cualquier trastorno mental... parece que la PNL no tiene base empírica o científica en cuanto a los principios fundamentales de su teoría o efectividad clínica. Lo que queda es una dosis de psicología barata con mercadeo masivo».
André Muller Weitzenhoffer, amigo y compañero de Milton Erickson, escribió: «¿ha abstraído y explicado la PNL la esencia de una terapia exitosa para proporcionar todos los medios para ser otro Whittaker, Virginia Satir, o Erickson? (...) La incapacidad de la PNL para hacer esto es evidente, porque hoy no hay multitud de sus iguales, ni siquiera otro Whittaker, Virginia Satir, o Erickson. Diez años debieran haber sido suficiente tiempo para que esto sucediera. En este sentido, no puedo tomar la PNL en serio (...) Las contribuciones de la PNL a nuestra comprensión y el uso de técnicas ericksonianas son igualmente dudosas. Los Patrones I y II son obras pobremente escritas que fueron un esfuerzo ambicioso y pretencioso para reducir el hipnotismo a una magia de las palabras escritas».
El psicólogo clínico Stephen Briers cuestiona el valor de la máxima de la PNL, una presuposición en la jerga de la PNL, que dice que no hay fracaso, sólo retroalimentación. Briers sostiene que la negación de la existencia del fracaso disminuye su valor instructivo. Él presenta a Walt Disney, Isaac Newton y J. K. Rowling como tres ejemplos reconocidos de inequívoco fracaso personal que sirvieron de impulso a un gran éxito. Según Briers, era «el fracaso destructivo y doloroso, no el fracaso «saneado» ofrecido por la PNL, es decir, la especie de "fracaso que no es fracaso"» el que impulsó a estos individuos al éxito. Briers sostiene que la adhesión a la máxima conduce al autodesprecio. Según Briers, el esfuerzo personal es un producto de los valores adquiridos y aspiraciones y considerar el fracaso personal significativo como mera información denigra efectivamente lo que uno valora. Briers escribe: «A veces tenemos que aceptar y llorar la muerte de nuestros sueños, no sólo despedirlos ocasionalmente como cosa intrascendente. El reencuadre de PNL nos pone en el papel de un viudo evitando el dolor del duelo dando un salto hacia una relación con una mujer más joven, sin detenerse para decir un adiós apropiado a su esposa muerta». Briers también sostienen que la máxima de la PNL es narcisista, egocéntrica y disociada de las nociones de responsabilidad moral.
Educación
Según O'Connor y Seymour (1995) todos los seres humanos tienen una disposición natural por aprender. Postulan que a partir de las experiencias, particularmente de sus consecuencias, se van modificando los actos. Sin embargo, a medida que el ser humano crece interpreta este proceso de aprendizaje, como una serie de éxitos y fracasos. Aprende a sentir miedo de los fracasos y no a verlos como parte sustancial del proceso.
El aprendizaje se da mediante aproximaciones sucesivas, se compara lo que se hace con lo que se pretende alcanzar, y se modifica el comportamiento en función de la diferencia observada. La comparación se realiza a partir de un criterio "que se considere valioso" es decir, apropiado. 

El Modelo Test-Operate-Test-Exit (TOTE) como se citó en O'Connor y Seymour (1995)
La comparación constituye la Prueba. La Operación es el lugar donde se aplican los propios recursos. Se vuelve a comparar (otra Prueba), y se sale del bucle (Salida) cuando nuestro criterio de comprobación nos dice que el objetivo se ha cumplido. El éxito dependerá del número de opciones de comprobación de que se disponga: la flexibilidad de conducta, o la variedad de requisitos, término tomado de la cibernética. De este modo el viaje desde el estado actual hasta el estado deseado ni siquiera tiene forma de zigzag, sino de una espiral.
Es más que probable que haya bucles menores dentro del bucle mayor: objetivos menores que debe usted lograr para alcanzar el mayor. El sistema en su conjunto encaja como una colección de cajas chinas. En este modelo de aprendizaje, los errores son útiles puesto que son resultados que usted no quiere en ese contexto. Pueden emplearse como información para acercarse más al objetivo (p. 117). 

### Otros usos
Si bien los objetivos originales de la programación neurolingüística eran terapéuticos, los patrones también se han adaptado para su uso fuera de la psicoterapia, para la comunicación interpersonal y la persuasión incluyendo la comunicación empresarial, capacitación en gestión, las ventas, el deporte, influencias interpersonales, coaching, trabajo en equipo, oratoria, negociación, y docencia.

## Crítica por parte de la comunidad científica
La programación neurolingüística ha sido caracterizada como una pseudociencia de la ‘Nueva era’. Witkowski (2010) escribe que «la PNL representa basura pseudocientífica, que debe ser eliminada para siempre». El mismo nombre de ‘programación neurolingüística’ también ha sido criticado. Roderique-Davies (2009) afirma que usar la palabra «neuro» en PNL es «efectivamente fraudulento, dado que la PNL no ofrece ninguna explicación a nivel neuronal y se podría argumentar que su uso se alimenta falazmente de la noción de credibilidad científica». Witkowski (2010) también indica que, a nivel neuronal, la PNL no ofrece ninguna explicación en absoluto y no tiene nada en común con las disciplinas académicas de la lingüística o la programación. Del mismo modo, el psicólogo experimental Corballis en su crítica de la lateralización de la función cerebral (mito del cerebro izquierdo/derecho), afirma que «la PNL es un título completamente falso, diseñado para dar la impresión de respetabilidad científica» y describe la PNL como una actividad de «culto», con «poca credibilidad científica». De acuerdo con el psicolingüista Willem Levelt «la PNL no se informa de la literatura, sino que se inicia a partir de ideas que se han vuelto obsoletas hace mucho tiempo, conceptos poco sólidos o que son una mera ficción, conclusiones que se basan en presunciones erróneas. La teoría y la práctica de la PNL no tienen nada que ver con las ideas neurocientíficas, ni con la lingüística, ni con la informática y la teoría de la programación».
Los neurocientíficos Sergio Della Sala y Barry Beyerstein escribieron, «[la PNL] comenzó con un poco de información de la psicología, la lingüística y la neurociencia que ahora está fuera de moda, pero que incluso la mayoría de los expertos aceptaban en la década de los ‘60, cuando la PNL apareció en escena. Lo bueno de la ciencia real, a diferencia de la pseudociencia, es que la ciencia real corrige sus errores a medida que surgen nuevos descubrimientos. La PNL sigue sumida en el pasado o en lo que nunca fue». De acuerdo con Beyerstein (1995) y Witkowski (2010), la jerga de la PNL, como pragmagráfica, metamodelado, metaprogramación, submodalidades, está destinado a impresionar, confundir y dar la falsa impresión de que la PNL es una disciplina científica. Beyerstein dice, «aunque sostiene que la neurociencia está en su pedigrí, la visión anticuada de la PNL sobre la relación entre el estilo cognitivo y la función del cerebro, en última instancia se reduce a simples analogías». Además Beyerstein (1995) cree que la PNL ha ayudado a popularizar mitos sobre el cerebro y la neurología y que el aforismo «tú creas tu propia realidad» promueve una perspectiva epistemológicamente relativista, cuya finalidad es obtener inmunidad ante las pruebas científicas. El neurocientífico Lauren Julius Harris, revisando diversas aplicaciones del mito de la lateralización cerebral a la educación y la psicoterapia, escribe, «la denominada programación neurolingüística es el uso científicamente más pretencioso de estas aplicaciones».
Devilly sostiene que las así llamadas «terapias de poder» ganan popularidad porque se promueven, al igual que otras pseudociencias, utilizando un conjunto de tácticas de influencia social. Este incluye hacer afirmaciones extraordinarias (por ejemplo, una cura en una sola sesión para cualquier recuerdo traumático), la creación de una ‘trampa de la racionalización’ mediante la obtención de compromisos adicionales de los estudiantes que aprenden la terapia de poder (por ejemplo, la primera lección es gratis y luego hay un consiguiente aumento en el precio de los cursos), la fabricación de una ‘fuente de credibilidad y sinceridad’, creando un líder-gurú que está más capacitado en la terapia de poder, la creación de un organismo autorregulado compuesto por aquellos que han completado un curso de la terapia de poder, y la definición de un enemigo para facilitar la identidad y el comportamiento del grupo y para servir de chivo expiatorio.
La PNL ha sido criticada junto con otras teorías y prácticas caracterizadas como cuestionables, pseudocientíficas y/o prácticas desacreditadas en la terapia. Algunas fuentes dentro de la terapia y la psicología incluyen libros como «Terapias Locas» (1997), «Ciencia y pseudociencia en psicología clínica» (2002), y «Cuentos acerca de la Mente y el Cerebro» (2007). También existen artículos críticos de la PNL en la Enciclopedia de la pseudociencia (2000) y Diccionario del escéptico (2003). La PNL también se ha utilizado como un ejemplo de pseudociencia para facilitar la comprensión de la importancia del pensamiento racional y crítico en un número de materias académicas.
Según Witkowski (2010), la PNL también aparece en «la lista de terapias desacreditadas», publicada en Journal of Professional Psychology: Research and Practice Con referencia al trabajo de Carroll (2003), Della Sala (1999), Lilienfeld et al. (2003) y Singer y Lalich (1996) sobre psicoterapias pseudocientíficas, no validadas, o «de curandero» dentro de la psicología clínica, Norcross et al. (2006) indagó acerca de la PNL (para el tratamiento de trastornos mentales o del comportamiento) en un estudio que recopiló opiniones de psicólogos, quienes calificaron a la PNL como una terapia entre «posiblemente desacreditada» y «probablemente desacreditada»; esta calificación es similar a la terapia asistida con delfines, la equinoterapia, psicosíntesis, y la técnica de liberación emocional (EFT). Norcross et al. (2010) ubicaron a la PNL en el séptimo lugar de su lista de las 10 terapias más desacreditadas para la dependencia de drogas y alcohol y está catalogada como «sin duda desacreditada» en la Evidence-based practices in addiction treatment: review and recommendations for public policy (Prácticas basadas en la evidencia en el tratamiento de adicciones: revisión y recomendaciones para política pública).

### Revisión empírica
A principios de la década de 1980, la PNL fue anunciada como un avance importante en la psicoterapia y el asesoramiento, y atrajo a un cierto interés en la investigación del asesoramiento (consejería) y la psicología clínica. Sin embargo, como los ensayos controlados no demostraron ningún beneficio de la PNL y sus partidarios hicieron afirmaciones cada vez más dudosas, el interés científico en la PNL se desvaneció.
Centrándose principalmente en los sistemas de representación preferidos, las revisiones de Sharpley (1984) y – en respuesta a las críticas de Einspruch y Forman (1987) – Sharpley (1987) concluyeron que había poca evidencia de la utilidad de la PNL como una herramienta de orientación eficaz. Revisando la literatura, Pila (1988) también concluyó que las investigaciones objetivas e imparciales no han mostrado apoyo a las afirmaciones de la PNL sobre sistemas de representación preferidos.
Un comité de investigación del Consejo Nacional de Investigación de Estados Unidos dirigido por Daniel Druckman llegó a dos conclusiones. En primer lugar, la comisión «encontró poca o ninguna» evidencia para apoyar los supuestos de la PNL o para indicar que es eficaz como estrategia de influencia social. «Se supone que mediante el seguimiento de los movimientos oculares y el lenguaje del otro, un entrenador PNL podría identificar los pensamientos de la persona, sus sentimientos y opiniones (Dilts, 1983). No hay evidencia científica para estos supuestos». En segundo lugar, los miembros del comité «quedaron impresionados con el enfoque de modelado utilizado para desarrollar la técnica. La técnica fue desarrollada a partir de la observación cuidadosa de la forma en que tres psicoterapeutas experimentados llevan a cabo sus sesiones, haciendo hincapié en la imitación de las conductas verbales y no verbales... Esto llevó al comité a abordar el tema del modelado experto en la segunda fase de su trabajo ". Von Bergen et al. (1997) afirman que «el comentario más revelador sobre la PNL puede ser que en la última revisión de su texto sobre la mejora del rendimiento humano, Druckman (Druckman y Bjork 1991) omite toda referencia a la programación neurolingüística." De acuerdo con Gelso y Fassinger (1990), la revisión de la literatura de Sharpley, marcó un declive en la investigación empírica de la PNL, y en particular en la adecuación de los predicados sensoriales y su uso en la relación consejero-cliente en psicología de consejería.
Los profesionales de la PNL y académicos Tosey y Mathison han argumentado que el enfoque experimental no siempre es adecuada para la investigación de la PNL, proponiendo en cambio que la PNL debe ser investigada fenomenológicamente. Gareth Roderique-Davies (2009) respondió que «la investigación fenomenológica está libre de hipótesis, preconceptos y suposiciones, y trata de describir en vez de explicar. Dadas las afirmaciones hechas por los defensores de la PNL, esto agrega poco al debate de credibilidad y podría llevar a presentar informes sobre la experiencia desde el punto de vista del individuo más que la confirmación de la supuesta eficacia. El hecho es que los defensores de la PNL hacen afirmaciones específicas acerca de cómo funciona la PNL y lo que esta puede hacer y esto obliga a presentar pruebas para corroborar estas afirmaciones». Él sostiene que la propuesta de llevar a cabo investigación fenomenológica de la PNL «constituye una admisión de que la PNL no tiene una base de pruebas y que los profesionales de la PNL buscan su credibilidad post-hoc».
Revisiones recientes, no han hallado evidencia suficiente alrededor de la PNL para otros enfoques fuera de la práctica terepeútica, Passmore y Rowson concluyen: «Dada está revisón, no tenemos duda en llegar a la perspectiva de que los psicológos-entrenadores y aquellos interesados en el 'coaching' basado en evidencia, serían prudentes en ignorar la marca PNL en favor de modelos, enfoques y técnicas en los que exista una base empírica clara».

## Neurolingüistas destacados
- Richard Bandler
- John Grinder
- Frank Pucelik
- Tony Robbins